# غراهام براون (لاعب كرة قدم)
غراهام براون (بالإنجليزية: Graham Brown)‏ (5 نوفمبر 1950 بليستر في المملكة المتحدة - ) هو لاعب كرة قدم بريطاني في مركز حراسة المرمى. لعب مع ليستر سيتي ونادي بيرتن ألبيون.